# Дендропарк імені Бенедикта Дибовського
Дендропа́рк і́мені Бенеди́кта Дибо́вського — дендрологічний парк місцевого значення в Україні. Розташований у місті Львові, на вулиці Кубанській, 12. 
Площа 0,644 га. Створений 2010 року на території Львівського міського еколого-натуралістичного центру. Дендропарк прилягає до північно-західної частини Снопківського парку. 
Дендрарій закладений 1910 року відомим ботаніком, зоологом, дендрологом Бенедиктом Дибовським. Це — одна з найбільших у Львові дендрологічних колекцій, численніші колекції лише у львівських ботанічних садах. 
У парку зростає 113 видів та форм дерев і кущів, є старі дерева (віком понад 150 років), зокрема, тис ягідний, який занесений до Червоної книги України. Зібрана колекція червонокнижних і декоративних трав'янистих рослин. Зоологічна колекція нараховує понад 130 видів тварин.

## Галерея

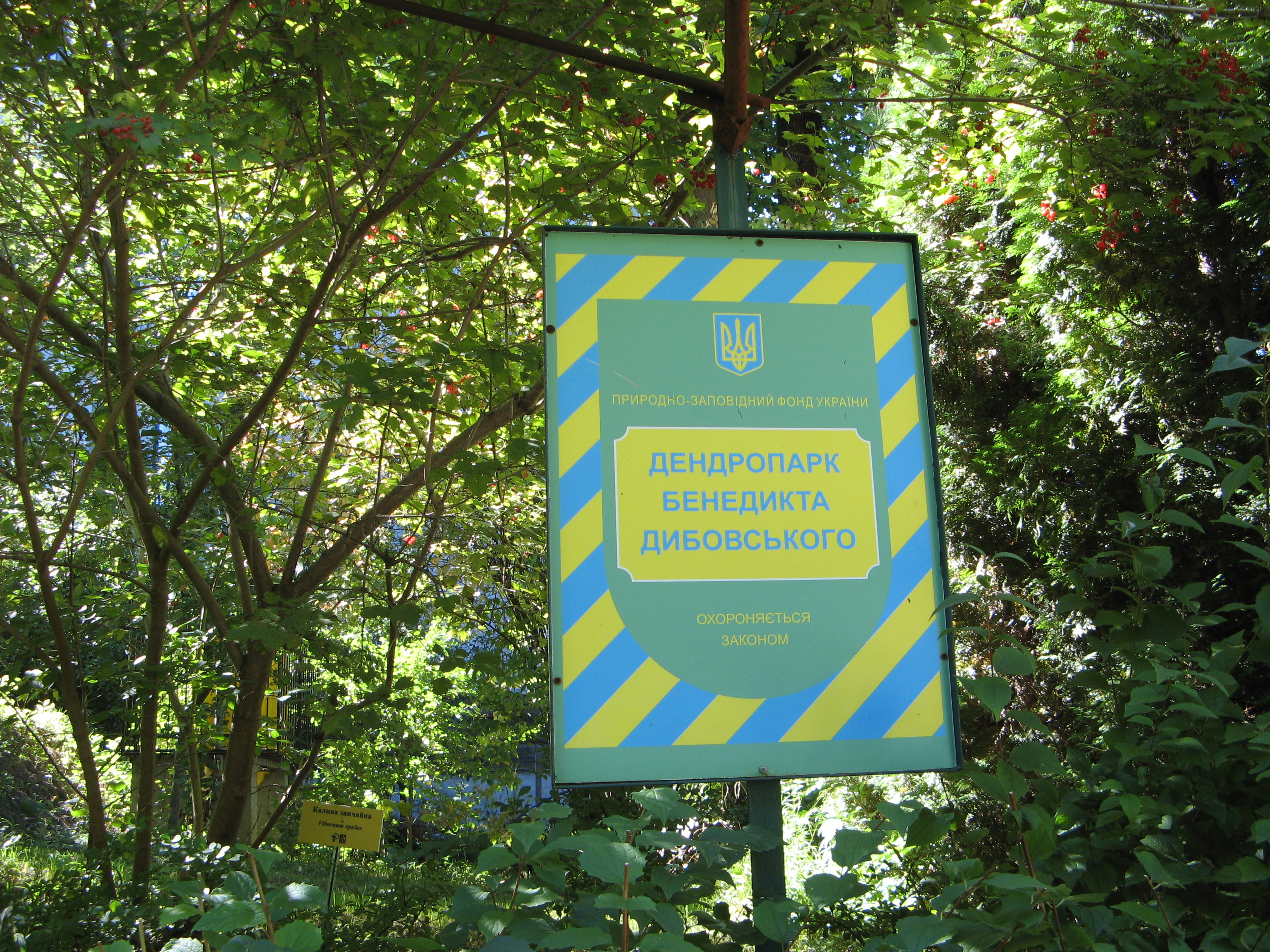
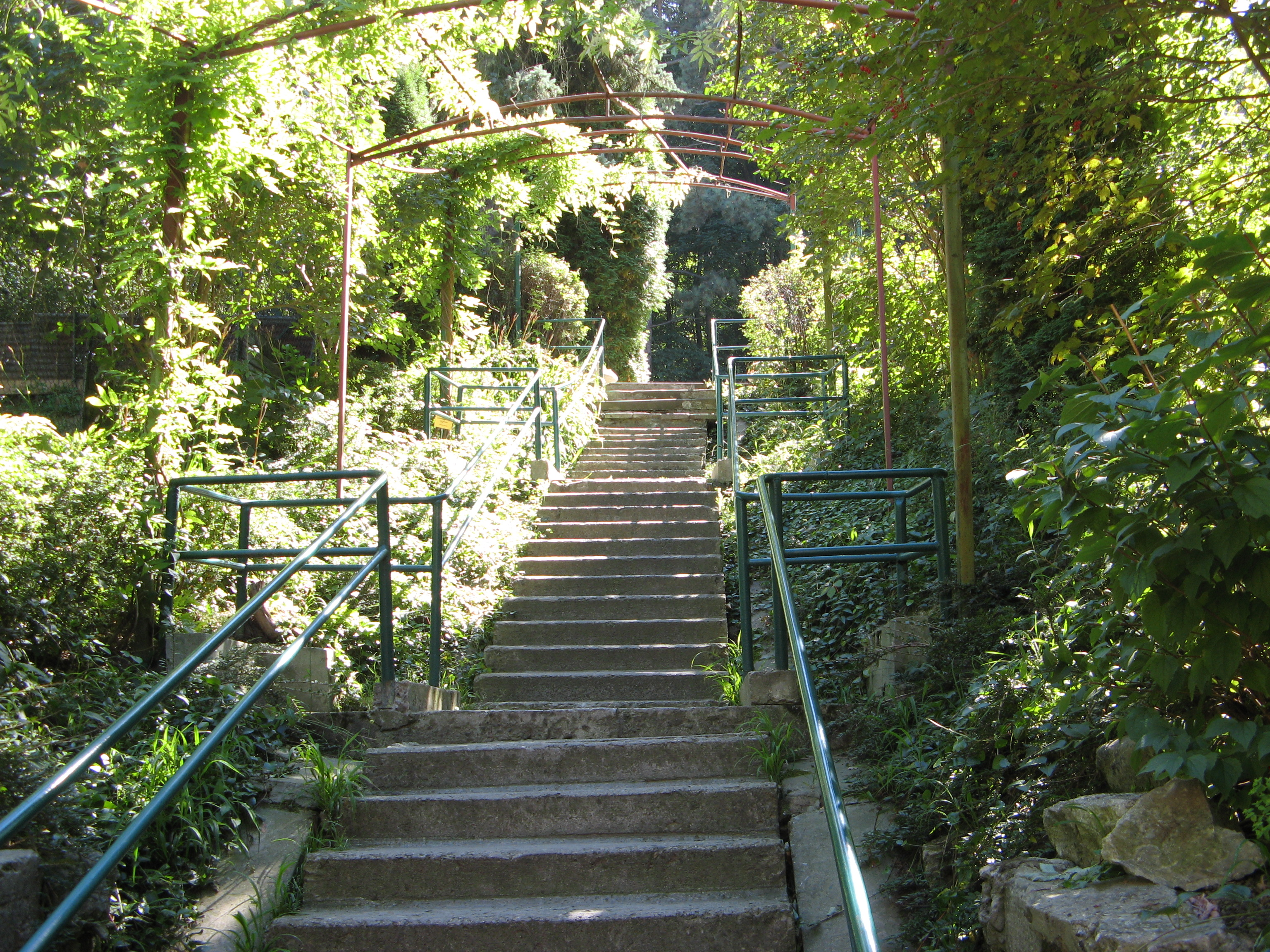
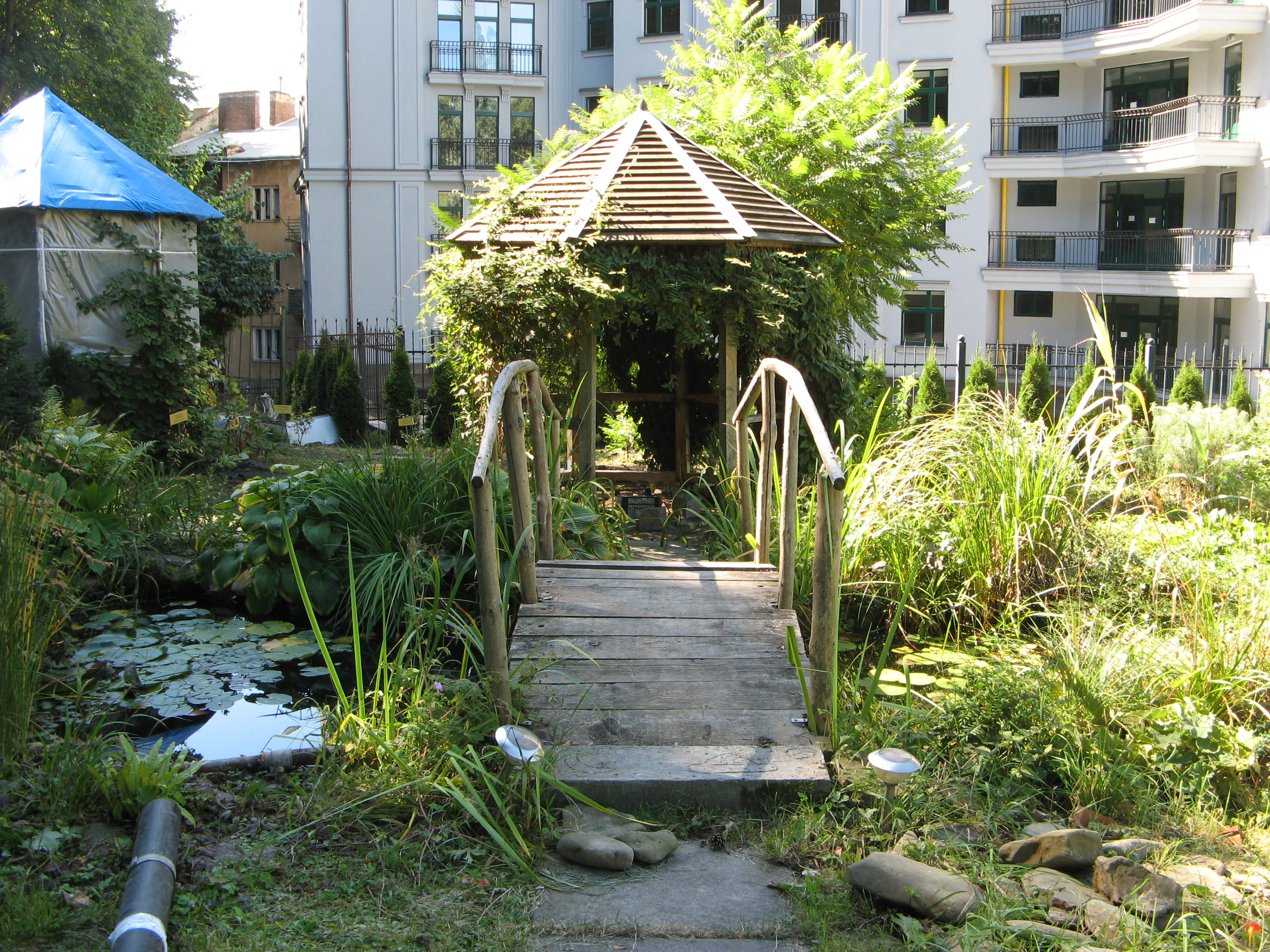
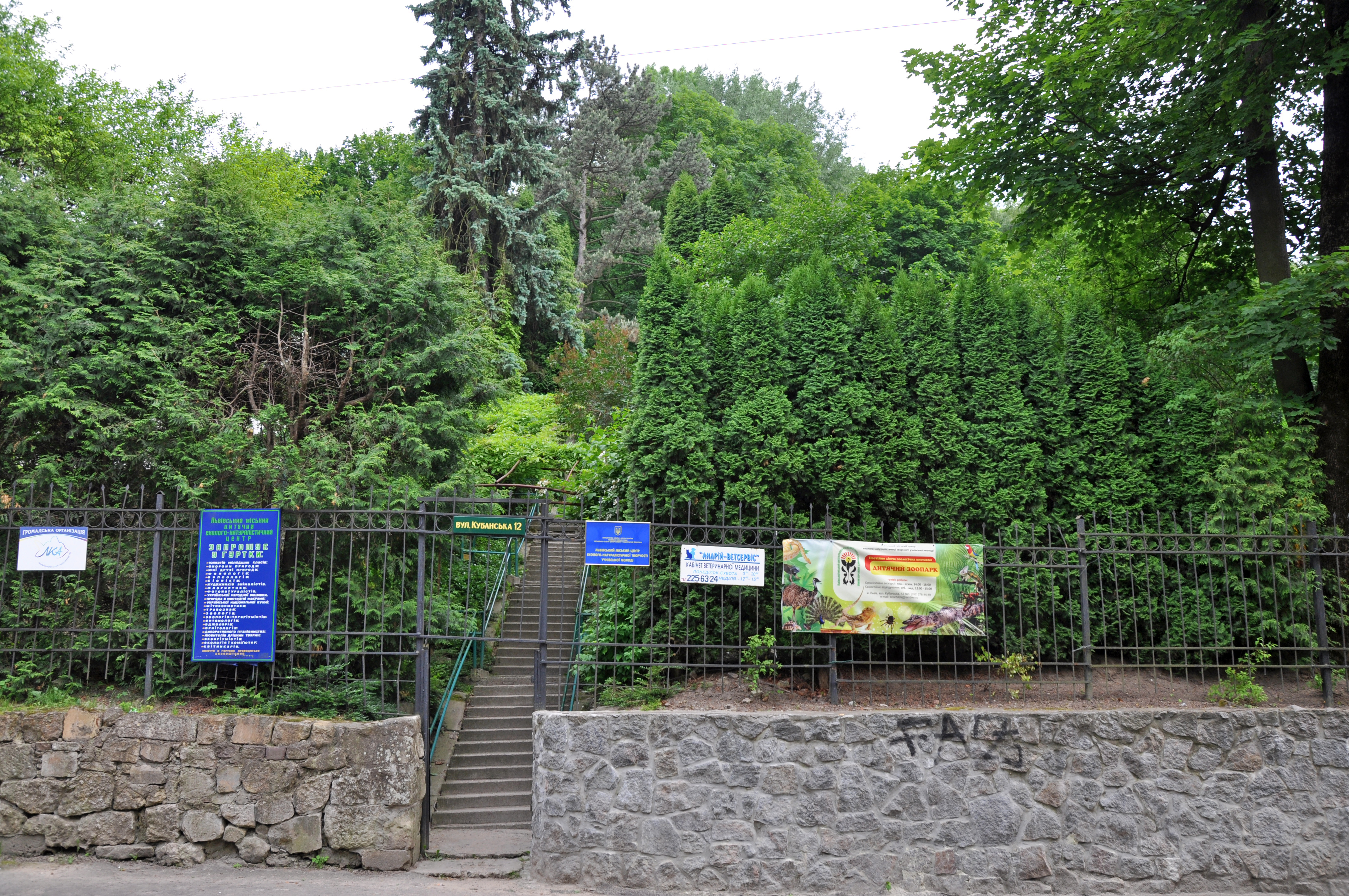